# Wilaya de Biskra
La wilaya de Biskra (/bis.kʁa/  ; en arabe : ولاية بسكرة ; en berbère : Tibeskert, en tifinagh : ) est une wilaya algérienne située au centre-est de l'Algérie aux portes du Sahara.

## Géographie
La wilaya de Biskra est localisée au sud-est algérien entre la région des Aurès et les Zibans et s’étend sur une superficie de près de 2 167,20 km2. Elle est délimitée :
- au nord par la wilaya de Batna ;
- à l'est par la wilaya de Khenchela ;
- au nord ouest par la wilaya de M'Sila ;
- à l'ouest par la wilaya de Djelfa ;
- au sud-est par la wilaya d'El Oued ;
- au sud par la wilaya de Ouargla.

| M'Sila | Batna            |           |
| Djelfa | wilaya de Biskra | Khenchela |
|        | Ouargla          | El Oued   |

## Histoire

### Bou-Chougga et Bordj-el-Guerba
En 1850, les scientifiques et explorateurs français Ernest Carette et Claude Antoine Rozet écrivent l'ouvrage Algérie. Ils y expliquent que toutes les traditions liées aux possessions du sol font toujours intervenir les chrétiens. Elles disent que les nombreuses pierres de taille jetées dans les ruines antiques sont autant de coffres remplis de trésors. Les chrétiens d'autrefois, chassés par les musulmans, en ont conservé les clés dans leur exil, qu'elles ont transmises à leurs descendants. Mais lorsqu'ils reviendront, ces trésors s'ouvriront et répandront sur l'Afrique abondance et richesse. Pour les habitants du Sahara, les chrétiens sont descendus dans des cités souterraines, emportant avec eux les eaux qui arrosaient et fertilisaient jadis la terre. Dans ce désert règne en effet une croyance générale à l'existence de fleuves souterrains. En fait, hormis quelques rares exceptions, l'eau est absente de la surface du sol. Cependant, presque partout, le sable qui couvre le lit des ruisseaux en recèle à une petite profondeur. Les habitants de certaines oasis peuvent la faire jaillir du sol. Au sud-est de Biskra se trouve un amas de ruines appelées Bou-Chougga. On y trouve un bassin en pierres de taille, profond de 4 à 5 m, entouré de gradins qui devaient auparavant atteindre le niveau de l'eau. Cependant, les auteurs notent qu'ils sont depuis à sec. Mais ils rajoutent que des voyageurs affirment qu'en approchant l'oreille de la terre, on entend un bouillonnement souterrain. Les explorateurs notent que des phénomènes naturels sont expliqués par des causes merveilleuses, où les chrétiens jouent le rôle de puissance surnaturelle. De plus, tout le monde est convaincu que le chrétien vit sous terre, dans de somptueuses demeures, puisant dans une eau courante et limpide. Puis, un jour, il sortira de sa retraite, amenant avec lui palais et fleuves. De plus, les Arabes du Sahara leur ont plusieurs fois parlé, d'un air mystérieux, d'une colline solitaire avoisinant le lit desséché de l'Ouâdi-Iel. Ses pentes sont remplies de pierres de taille, appelées par les habitants Bordj-el-Guerba ("Maison du remue-ménage"). Selon eux, souvent, la nuit, des sons étranges peuvent être entendus, sourds et confus, d'origine indéterminée, bien que ce lieu reste désert. Pourtant, le matin, des traces récentes d'hommes et d'animaux domestiques seraient visibles sur le sol. De plus, un pâtre de la contrée aurait acquis une fortune de manière inexpliquée, peut-être en faisant commerce de ses moutons avec les habitants souterrains. 
Carette avait déjà évoqué ces croyances dans l'ouvrage Exploration scientifique de l'Algérie pendant les années 1840, 1841 qu'il a coécrit, paru en 1844. Il y localise Bou-Chougga un peu au-dessous Reggâda, ruine remarquable de la vallée de l'Ouâdi-et-Tell, près de laquelle se trouve aussi Bordj-el-Guerba. De plus, il préconise de ne pas mépriser ces croyances. Au contraire, il affirme qu'elles pourraient servir de gage aux chrétiens européens qui restitueraient ces eaux, grâce à "l'opération magique" du sondage artésien, pour améliorer la vie des habitants. 
Deux savants français, les folkloristes Alphonse Certeux (d)  et Henri Carnoy, reprennent le récit de ces croyances dans L’Algérie traditionnelle, publié en 1884. Ils expliquent que les noms des monuments romains antiques ont frappé l'imagination des peuples algériens. En parlant des chrétiens du Sahara qui vivent dans des cités souterraines, ils soulignent que cette légende avait été narrée en vers par Victor Bérard dans ses Poèmes algériens (1858). 
Pour finir, le militaire français Eugène Daumas raconte ses explorations dans Le Sahara algérien (1845). Sur le chemin entre Biskra à El Ar'ouat, il liste les noms de quatorze ruines romaines trouvables peu après avoir quitté Lihoua, dont Bou-Chougga. Il précise que ces ruines sont échelonnées sur une distance d'une douzaine de lieues, apparemment des restes de petits forts derrière lesquels se serait abrité autrefois la colonisation romaine. Même si elles sont abandonnées et inhabitables, il précise que des tribus s'y réfugient durant l'hiver pour y fabriquer de la poudre noire : les Bou Azid, les Ouled Djellal, les Ouled Sidi Slimane, les Rah'man et les Selmïa.

## Organisation de la wilaya

Organisation territoriale (la commune de Biskra en rouge).

La wilaya de Biskra est issue du découpage administratif de 1974 et comprend actuellement 12 dairas et 33 communes.

### Walis
Le poste de wali de la wilaya de Biskra a été occupé par plusieurs personnalités politiques nationales depuis sa création le 2 juillet 1974 par l'ordonnance no 74-69 qui réorganise le territoire algérien en portant le nombre de wilayas de quinze à trente et une.
| N° | Wali                     | Début              | Fin               |
| -- | ------------------------ | ------------------ | ----------------- |
| 1  | Boudkhil Gheffari        | 17 septembre 1974  | 31 août 1978      |
| 2  | Abdallah Debbagh         | 1er septembre 1978 | 31 mai 1979       |
| 3  | Smail Ouyahia            | 1er juin 1979      | 30 novembre 1980  |
| 4  | Mustapha Hidouci         | 1er décembre 1980  | 13 mai 1984       |
| 5  | Mohamed Seghir Hamrouchi | 13 mai 1984        | 26 juillet 1989   |
| 6  | Omar Djamel Benchaâbane  | 26 juillet 1989    | 29 juillet 1990   |
| 7  | Derrar Lehtihet          | 29 juillet 1990    | 21 août 1991      |
| 8  | Abdelhak Saïdi           | 21 août 1991       | 30 juin 1994      |
| 9  | Abdelkader Marouf        | 30 juin 1994       | 22 août 1999      |
| 10 | Mohamed Salah Manaâ      | 22 août 1999       | 17 août 2004      |
| 11 | Saâd Agoudjil            | 17 août 2004       | 30 septembre 2010 |
| 12 | Messaoud Djari           | 30 septembre 2010  | 22 juillet 2015   |
| 13 | Mohamed Hamidou          | 22 juillet 2015    | 04 octobre 2016   |
| 14 | Ahmed Karoum             | 05 octobre 2016    | 25 janvier 2020   |
| 15 | Abdallah Abinouar        | 25 janvier 2020    | 14 septembre 2022 |
| 16 | Lakhdar Sedas            | 14 septembre 2022  | en cours          |

### Daïras
La wilaya de Biskra  est composée de 10 daïras (circonscriptions administratives):

### Communes
La wilaya de Biskra compte 27 communes:

## Démographie
La population de wilaya de Biskra est estimée selon le dernier recensement de 2008 a plus de 721 356 habitants.

## Économie
Premier fournisseur national de produits agricoles, la région de Biskra est devenue, en une décennie, le jardin potager du pays qui fournit la plupart des légumes qui garnissent l’assiette de l’Algérien. La région de Biskra est devenue le premier producteur national de produits agricoles. Elle contribue pour 6,74 % sur le plan national. Cette réputation de pôle national de production repose sur trois produits-clés : la datte Deglet Nour de Tolga, le mouton de Ouled Djellal et les produits maraîchers (petits pois, carottes, fèves, courgettes, tomates, concombre, aubergines, ail, oignons, laitue...).
La région de Biskra est réputée pour ses dattes, considérées par certains comme les meilleures du monde. Le patrimoine phoenicicole est estimé à 4,2 millions de palmiers-dattiers en 2011 dont 2,6 millions fournissant la variété deglet nour. La production de dattes réalisée au titre de la saison 2011/2012 a atteint plus de 2,9 millions de quintaux

## Ressources hydriques

### Barrages
Cette wilaya comprend le barrage de Foum El Gherza.
Ce barrages fait partie des 65 barrages opérationnels en Algérie alors que 30 autres sont en cours de réalisation en 2015.

## Tourisme

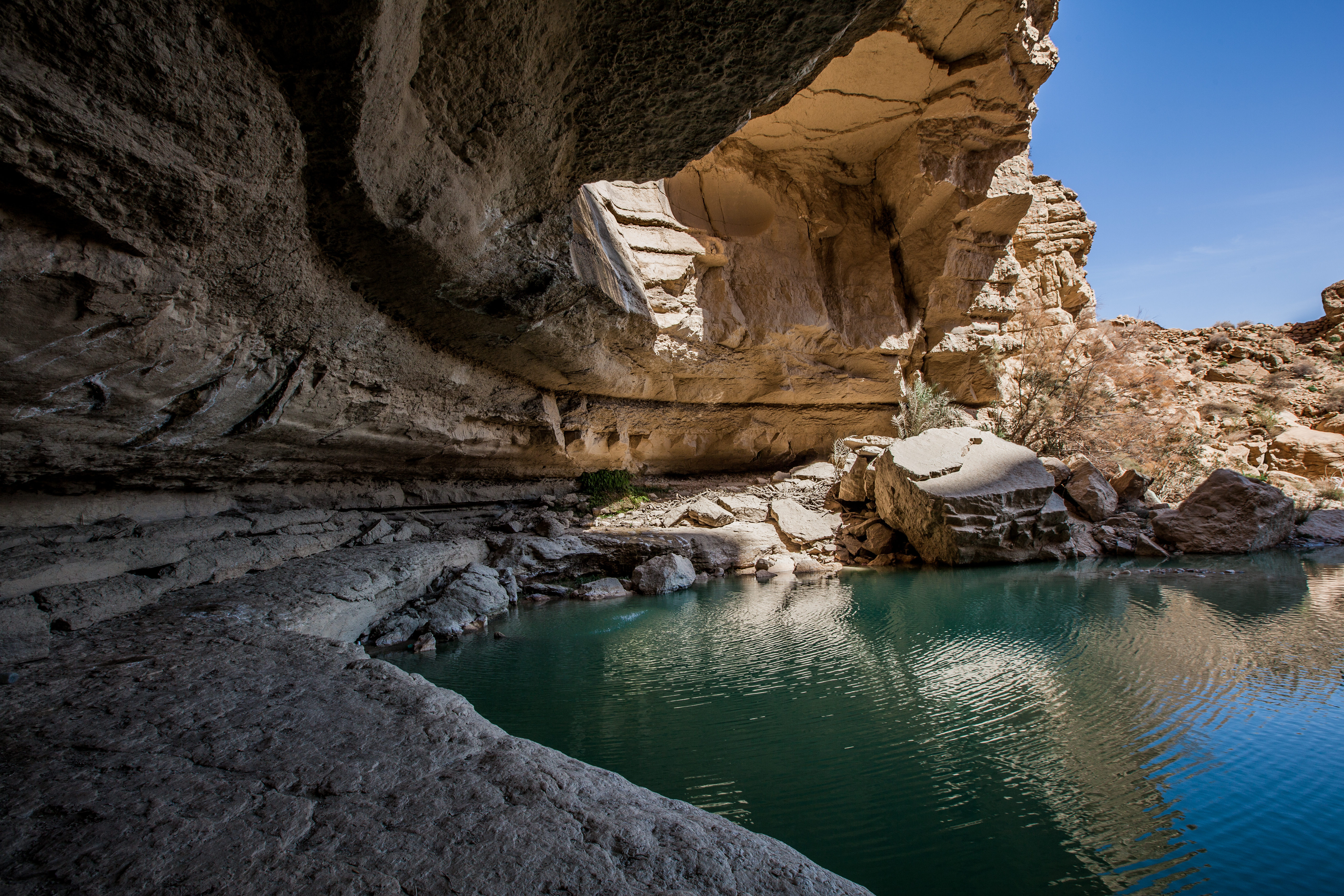
Village de Djemina à Biskra.

La wilaya de Biskra abrite d'importants sites archéologiques, notamment à El Kantara, Djemorah, Tolga, Sidi Okba, Filiach, etc.

## Santé
- Hôpital Bachir Bennacer de Biskra.
- Hôpital Dr Saadane de Biskra.
- Hôpital de Ouled Djellal.
- Hôpital de Tolga.
- Etablissement hospitalier spécialisé en ophtalmologie -Hôpital El Boukhari Biskra.

## Pour approfondir
- Wilaya d'Algérie
- Liste des wilayas d'Algérie
- Zibans